# Ленцима (Тренто)
Ленцима је насеље у Италији у округу Тренто, региону Трентино-Јужни Тирол.
Према процени из 2011. у насељу је живело 271 становника. Насеље се налази на надморској висини од 616 м.